# Ревматоїдний фактор
Ревматоїдний фактор (РФ) — автоантитіла до Fc-ділянки імуноглобулінів G (IgG). Вперше виявлений у хворих на ревматоїдний артрит, ревмофактор також може визначатися у хворих з іншими автоімунними та неавтоімунними хворобами, а також у цілком здорових осіб. Визначення різних ізотипів ревматоїдного фактора застосовується при веденні хворих з ревматоїдним артритом для визначення терапевтичної стратегії.
Ревматоїдний фактор також може бути кріоглобулінами 2-го типу (моноклональні IgM до поліклональних IgG) або 3-го типу (поліклональні IgM до поліклональних IgG).
Здебльшого представлений імуноглобулінами класу M (IgM), ревматоїдний фактор може складатись з будь-якого ізотипу імуноглобулінів (наприклад, IgA, IgG, IgM, IgE, IgD).

## Історія
Цей тест першим описав норвезький лікар Ерік Ваалер 1940 року, а згодом переописали лікар Гаррі М. Роуз із колегами 1948 року. Переопис здійснювався через невизначеності пов'язані з Другою світовою війною. Дослідження донині називають тестом Ваалера-Роуза.

## Клінічне значення
Високий рівень ревматоїдного фактора (загалом, вище 20 МО/мл, 1:40, або вище 95-ї перцентилі) спостерігаються при ревматоїдному артриті (у 80 % випадків) та синдромі Шеґрена (у 70 % випадків). Що вищим є рівень РФ, то вищою є ймовірність деструктивної суглобової патології. Високі рівні ревмофактора також спостерігається при інфекціях вірусами Епштейна-Барр та парвовірусом, а також 5-10 % здорових осіб (здебільшого старшого віку).
Існує кореляція між рівнем ревматоїдного фактора та вищою активністю синовіїту, більшим ураженням суглобів, гіршою інвалідизацією та артритом.
Окрім як при ревматоїдному артриті, підвищення рівня ревматоїдного фактора може спостерігатись при таких хворобах:
- Системний червоний вовчак (СЧВ)
- Ювенільний ідіопатичний артрит
- Синдром Шеґрена
- Інтерстиційний легеневий фіброз
- Гепатит B, хронічна хвороба печінки[en] та хронічний гепатит
- Есенціяльна мішана кріоглобулінемія
- Первинний біліарний цироз[en]
- Інфекційний мононуклеоз та будь-які інші хронічні вірусні інфекції
- Інфекційний ендокардит
- Проказа
- Саркоїдоз
- Туберкульоз
- Сифіліс
- Вісцеральний лейшманіоз
- Малярія
- Лейкоз
- Дерматоміозит
- Системна склеродермія
- Після вакцинації/гемотрансфузії в здорових осіб